# 일본국유철도 C40형 컨테이너
일본국유철도 C40형 컨테이너는 일본국유철도가 C35형 컨테이너의 후속 개량형으로써 1987년에 만든 12피트 컨테이너이다. 그러나 제조 개시 후 얼마 되지 않아 국철의 분할 민영화로 인해 JR화물이 발족, 18A형 컨테이너가 양산되기 시작한 관계로 100개가 만들어지는데 그쳤다.

## 개요
C35형 컨테이너를 세로로 늘려 내부 용적을 늘린 형태를 하고 있다. 문은 C35형과 동일하게 양 측면에 양쪽으로 열리는 문이, 또 한쪽 연결면에 옆면과 마찬가지로 양쪽으로 열리는 문이 달려 있다. 외부 도장은 하늘색에 흰색 띠를 그려 넣은 형태이다. 이 형식에서 채택된 컨테이너의 크기는 현재의 12피트급 컨테이너까지 이어져 채택되고 있다.

## 제원
- 높이 2500mm
- 폭 2438mm
- 길이 3658mm
- 자중 1.4t
- 내용적 17.9m3
- 최대적재량 5t

## 현황
후속 컨테이너의 등장으로 인해 2007년 4월 현재, 단 1개만이 현역으로 사용되고 있다.